# Casa al carrer de la Font, 10 (Canet de Mar)
La Casa al carrer de la Font, 10 és una obra de Canet de Mar (Maresme) protegida com a Bé Cultural d'Interès Local.

## Descripció
Casa de planta baixa i dues plantes, amb eixida posterior. La composició de la façana és neoclàssica, tot i que hi ha elements posteriors sobretot a la coronació. Balcó al primer pis i finestres al segon. Coronació en pedra. Al costat hom observa una casa del segle xviii, és interessant la coincidència d'alçades que les reformes no han alterat.